# Петар Кочич
Петар Кочич (серб. Петар Кочіћ; 29 червня 1877, Стричичі, Боснія і Герцеговина) — 27 серпня 1916, Белград) — сербський і боснійський письменник, драматург, громадський діяч, новеліст і сатирик. Один з чільних діячів сербської літератури початку XX століття.
У списку «100 найзнаменитіших сербів» Петар Кочич займає 86 місце.

## Біографія
Вивчав славістику в Віденському університеті. Викладав в гімназії в Скоп'є. Жив в Сараєво, в кінці життя — в Белграді.
Активний радикальний політик, висловлював незгоду з австро-угорської окупацією батьківщини, а потім анексії Боснії і Герцеговини. Через свої радикальни погляди двічі — в 1907 і 1909 — переслідувався австро-угорською владою, піддавався арештам. У 1910 році був обраний в боснійський парламент.
В історію сербської літератури увійшов як видатний новеліст і сатирик (збірки оповідань «З гір і з передгір'їв», (1902—1905), «Стогін з Зміяня», (1910), сатирична п'єса «Барсук перед судом» (1904), сатирична повість «Судбіще», 1912, і ін. творів).
Творчість Петара Кочича присвячено трагічній долі боснійського селянства, змученого турецьким ігом, феодальної експлуатацією, терором австро-угорської влади.
У своїх прозових і драматичних творах передав життя і долі персонажів, а також реалістично і з часткою сатири зображував негативні соціальні наслідки правління Австро-Угорської влади.
Його найважливіша робота сатирична п'єса «Борсук перед судом» (1904) («Jazavac pred sudom»), довгий час залишалася на сцені й мала великий успіх у глядачів.

## Визнання
Життя і творчість Петара Кочича користуються великою повагою на батьківщині.
- У кількох містах Сербії і Боснії та Герцеговини на його честь встановлено пам'ятники.
- Зображення письменника було поміщено на всіх банкнотах динара Республіки Сербської випуску 1993 і національній валюті Боснії і Герцеговини — номіналом 100 конвертованих марок 1998 року.
- Пошта Югославії в 1977 році випустила марку, присвячену 100-річному ювілею письменника
- Засновані літературні премії «Кочіћево перо» і «Кочіћева књіга».
- У період 1980—1999 років Народна і університетська бібліотека Республіки Сербської носила ім'я Петара Кочича.